# Cerque

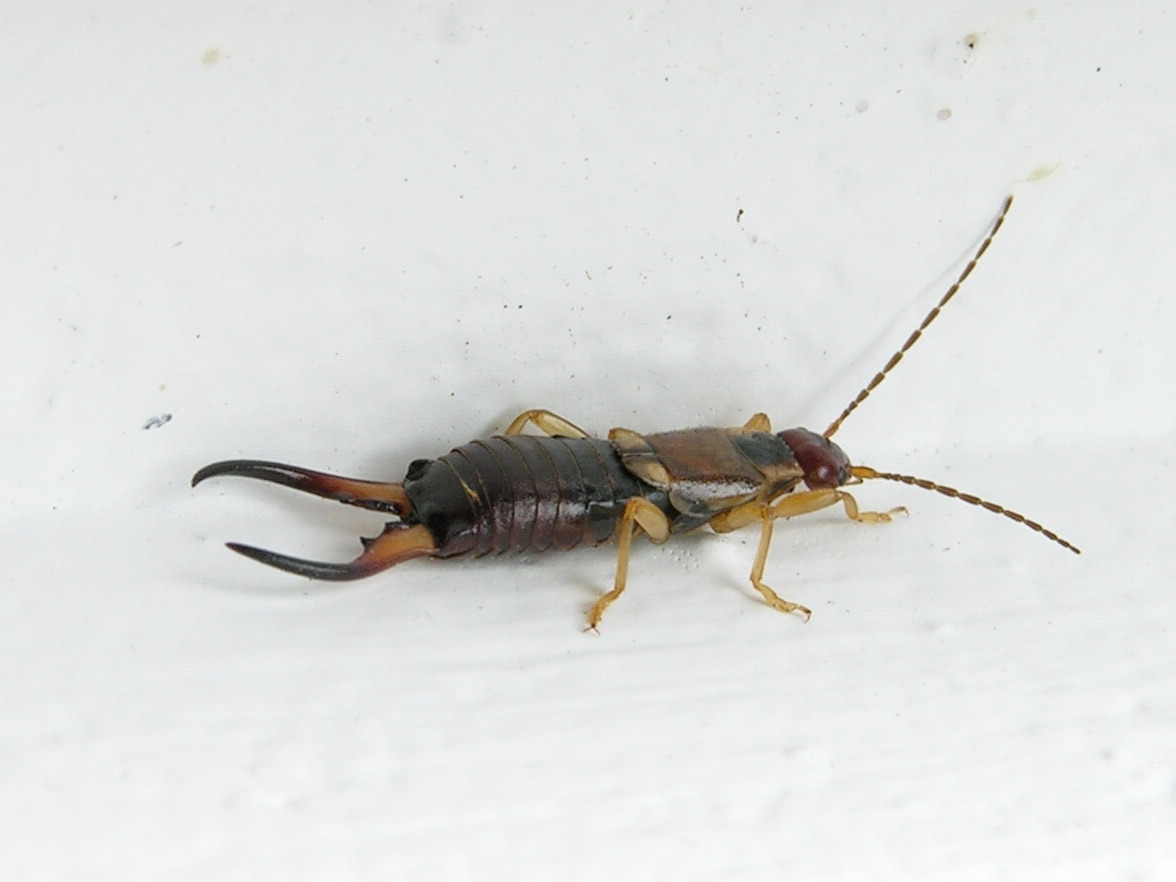
Cerques en forme de pinces d'un perce-oreille mâle.

Les cerques, ou forceps, sont des appendices situés à l'extrémité de l'abdomen de certains insectes.
Le mot vient du grec ancien « kerkos », qui signifie « queue ».
Les cerques les plus représentatifs sont ceux des dermaptères (perce-oreilles). Ils sont dans la plupart des cas au nombre de trois, mais seulement deux chez les diploures. Certains éphémères ont perdu leur cercode central, qui a laissé place à l'appareil génital, qui apparaît lors du passage au stade d'imago.
Ils sont aussi présents chez les neuroptères (fourmilions).
Organes sensoriels permettant aux insectes de se situer dans leur environnement, les cerques peuvent jouer un rôle dans l'accouplement, être utilisés comme moyens de défense (comme chez le pince-oreille) ou être réduits à une structure vestigiale.

## Odonates
Chez les odonates, le mâle possède à l'extrémité postérieure de l'abdomen une paire d'appendices anaux supérieurs que l'on nomme « cerques ». Ces crochets copulatoires permettent d'accrocher la femelle derrière la tête durant l'accouplement. Ces pièces copulatrices accessoires sont uniques à chaque espèce et permettent l'identification de celle-ci.

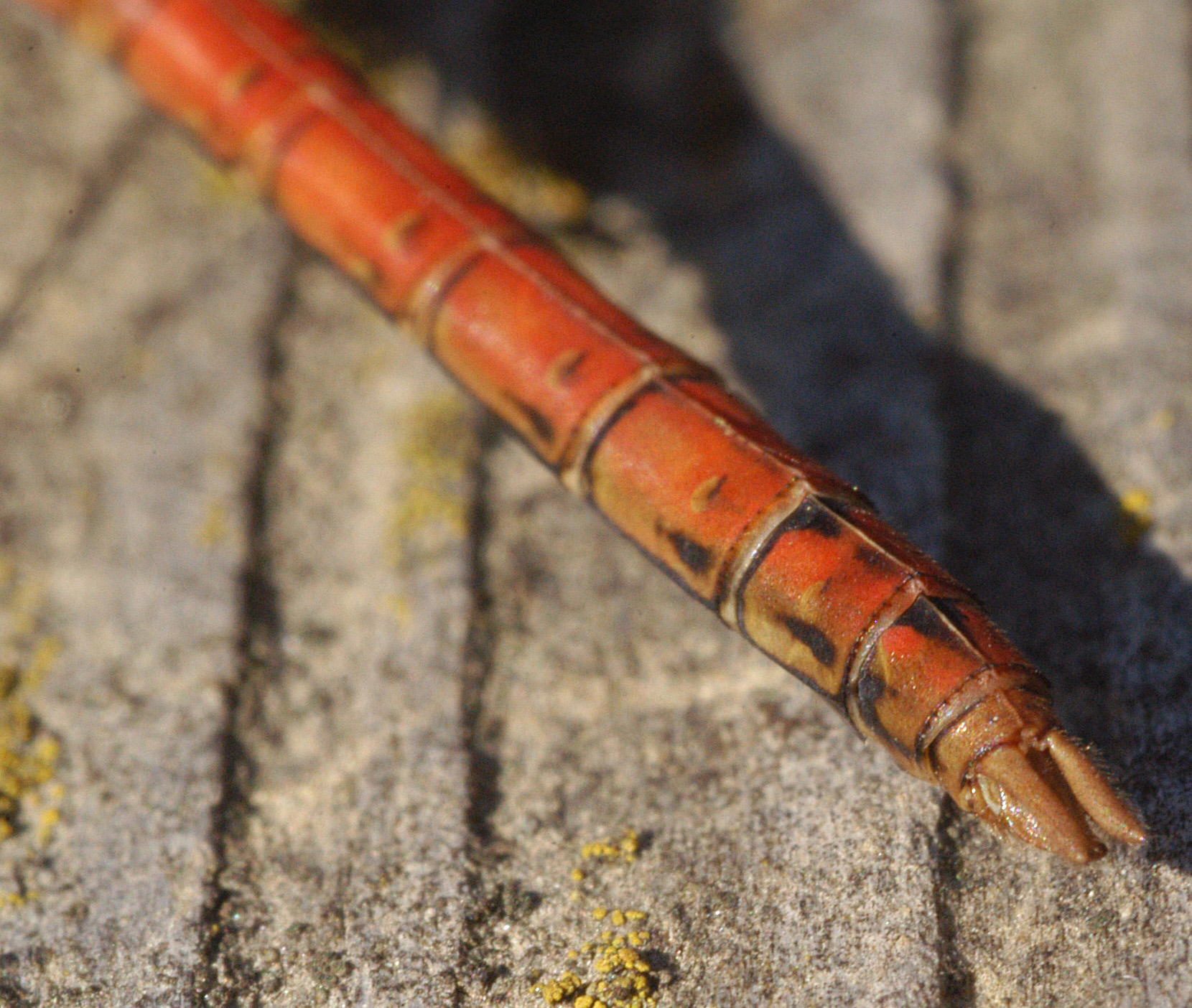
Cerques chez une libellule (Anisoptera)
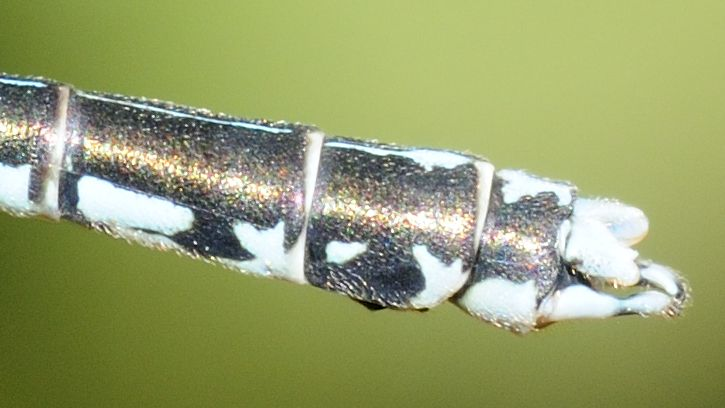
Cerques chez une demoiselle (Zygoptera)

## Naïades
Chez les naïades (larves) des odonates, des éphémères et des plécoptères, on retrouve également ces appendices caudaux à l'extrémité de l'abdomen.